# Cuentos orientales
Cuentos orientales (en francés: Nouvelles orientales) es una colección de historias cortas creada por la escritora Marguerite Yourcenar. Las historias comparten conscientemente una forma mitológica; algunos están basados en leyendas y mitos preexistentes, mientras que otros son nuevos. La historia "Cómo se salvó Wang-Fo " sirvió de base en 1988 para un cortometraje animado de René Laloux.

## Contenido
- "Cómo se salvó Wang-Fô"
- "La sonrisa de Marko"
- "La Leche de la Muerte"
- "El último amor del príncipe Genghi"
- "El hombre que amó a las Nereidas"
- "Nuestra Señora de las Golondrinas"
- "La viuda Afrodisia"
- "Kali decapitada"
- "La muerte de Marko Kralievich"
- "La tristeza de Cornelius Berg"

## Publicación
El libro fue publicado en 1938 por Éditions Gallimard.
Fue publicada en español por la editorial punto de lectura en 2011, con la traducción de Emma Calatayud. 

## Recepción
Susan Slocum Hinerfeld de Los Angeles Times llamó el libro "una curiosidad, una mezcla" y escribió sobre las historias: "Están hechas para demostrar virtud. En cambio demuestran los peligros de imitación." La crítica escribió que "la historia Wang-Fo, aunque sea rica en cuanto a contenido es 'faux-chinois', fantástico-simulada y tímida. Es plenamente un torpe ejercicio occidental en narración china", mientras que "'El hombre que amó a las Nereidas" es, en contraste, tan radiante como la mente de Madame Yourcenar. Ingeniosa, elegante, graciosa y original, un homenaje a la mitología griega, enlaza los mundos antiguos y modernos."